# ロクロワ
ロクロワ （フランス語: Rocroi）は、フランス、グラン・テスト地域圏、アルデンヌ県のコミューン。ヴォーバンによって設計された星型の要塞としての自治体の形と、1643年のロクロワの戦いで知られている。

## 地理
ベルギー国境に近いロクロワは、シャルルヴィル＝メジエールの北西28km、シャルルロワの60km南に位置する。
町は、町の名を冠したロクロワ台地の上にある。この台地は古生代カンブリア紀の硬い構造となっている。

## 由来
ロクロワという名は、『ラウルの交差路』（la croisée de Raoul）を意味する。ラウルとは13世紀のこの地の領主の名である。17世紀、ロクロワ周辺の領土ほとんどをルイ13世が購入し、コミューンの地位を得て新たな意味が加わった。『王の岩』（la Roche du Roy）という意味を持つRoc-royである。フランス革命が起きると『自由の岩』を意味するロク＝リーブル（Roc-Libre）と改名された。

## 歴史
ロクロワを要塞化したのはフランソワ1世で、それをさらに拡張したのはアンリ2世である。ユグノー戦争中の1588年には、ユグノー軍によって陥落させられている。
1643年に起きたロクロワの戦いでは、フランスの将軍アンギャン公（後のコンデ公ルイ2世）が指揮するフランス軍がスペイン軍に輝かしい勝利をおさめた。

## 人口統計
| 1962年 | 1968年 | 1975年 | 1982年 | 1990年 | 1999年 | 2006年 |
| ------ | ------ | ------ | ------ | ------ | ------ | ------ |
| 2 870  | 2 997  | 2 911  | 2 789  | 2 555  | 2 420  | 2 365  |

## 出身者
- アンリ・カナール（1836-1894） - セネガル総督
- アルテュール・チュケ（1853-1925） - 歴史家
- アンドレ・ヴィエノ（1901-1976） - 政治家。フランス第四共和政の数少ない女性閣僚として、若者・スポーツ担当相を務めた。